# 旅籠

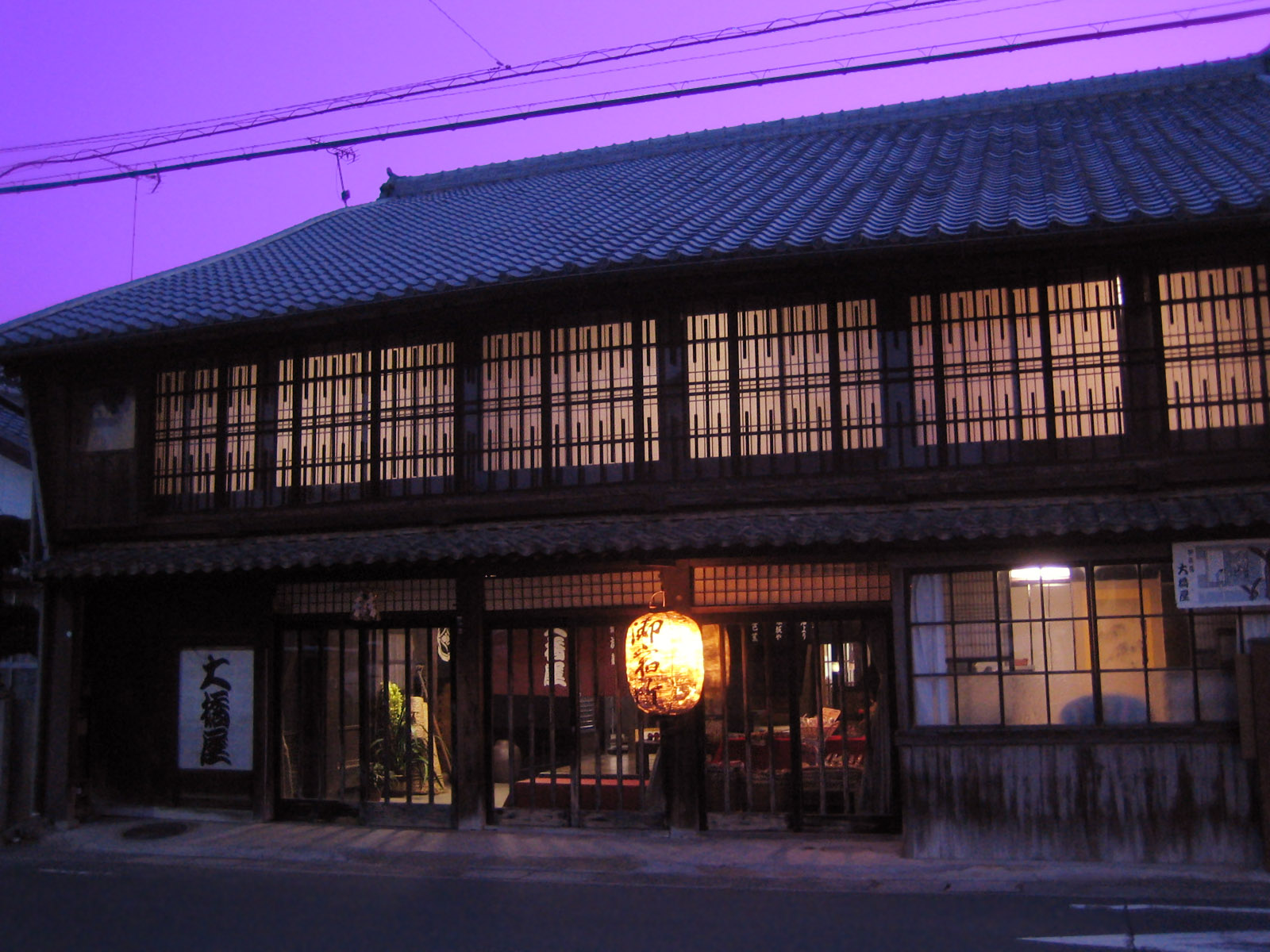
位於愛知縣豐川市的旅籠「大橋屋」

旅笼是江户时期在宿场向旅行者提供食宿的旅店。是旅笼屋（はたごや）的簡稱。

## 概要
旅笼本来是旅店內的马厩，后来转化为给旅行者盛食物的器皿最终变成旅店的意思。江户时期各街道的宿场都有很多旅笼接待来往的武士和百姓住宿。明治时期随着铁路的出现，徒步和骑马的旅行者减少，街道也逐渐没落。旅笼不得不关闭或者迁往火车站附近。现在还保存的旅笼业已屈指可数。
旅笼的住宿费一晚上（加一顿晚饭一顿早饭）大约200～300文钱，价值接近于现在3000～5000日元。

## 旅笼的分类
- 根据规模分为
  - 大旅笼
  - 中旅笼
  - 小旅笼
- 根据服务范围分为（饭盛女的有无）
  - 平旅笼 - 只管住宿。
  - 饭盛旅笼- 有饭盛女提供性服务。

## 旅笼的食物
旅笼的晚饭通常是腌萝卜、油炸豆腐、烤鳗鱼、煮鸡蛋、竹笋，加一碗味噌汤。早饭是烤咸鱼干、香菇、萝卜、烤豆腐，加一碗味噌汤。现在日本的乡村旅馆也继承了这种风格。

## 现存的旅笼
以下旅笼仍旧在营业。
- 中山道芦田宿旅笼「土屋」＜金丸土屋旅馆＞ （长野县北佐久郡立科町）
- 中山道奈良井宿旅笼「越后屋」 （长野县盐尻市）
- 中山道薮原宿旅笼「米屋」 （长野县木曽郡木祖村）
- 中山道妻笼宿旅笼「松代屋」 （长野县木曽郡南木曽町）
- 中山道細久手宿旅笼「大黒屋」 （岐阜县瑞浪市）
- 中山道垂井宿旅笼「龟丸屋」 （岐阜县不破郡垂井町）

以下旅笼不营业仅供人参观。
- 东海道冈部宿旧旅笼「柏屋」（静冈县藤枝市）---国家文物保护对象
- 东海道日坂宿旧旅笼「川坂屋」 （静冈县掛川市）
- 东海道日坂宿旧旅笼「万屋」 （静冈县掛川市）
- 东海道新居宿旧旅笼「纪伊国屋」 （静冈县滨名郡新居町）
- 东海道二川宿旧旅笼「清明屋」 （爱知县丰桥市）---市文物保护对象
- 东海道关宿旧旅笼「玉屋」 （三重县龟山市）
- 中山道鹈沼宿旧旅笼「绢屋」　（岐阜县各务原市　各务原市施設「中山道鹈沼宿町屋馆」）
- 东海道赤坂宿旅笼「大桥屋」 （爱知县丰川市）

## 旅笼组合
有些旅行者喜欢清静的住宿环境，讨厌拉客和提供饭盛女的旅笼。于是江户中期出现了旅笼組合（即各旅籠組成的同業公會）。只要事先交付一笔钱给旅笼組合就可以获得旅笼组合发行的票札。用票札可以在加入该旅笼組合的旅笼住宿。类似浪花组（后来的浪花讲）还定期发布《浪花组道中记》、《浪花讲定宿帐》这样的住宿指南，列定一些良心的旅笼。
明治维新以后旅笼逐渐消失，有些原来的旅笼组合开展货物运送的邮局业务。其中真诚讲就是现在日本通运的前身。